# Ozero Dauble
Ozero Dauble (ryska: Озеро Даубле) är en sjö i Belarus.   Den ligger i voblasten Vitsebsks voblast, i den norra delen av landet, 190 km norr om huvudstaden Minsk. Ozero Dauble ligger 141 meter över havet. Arean är 1,3 kvadratkilometer. Den sträcker sig 2,5 kilometer i nord-sydlig riktning, och 2,9 kilometer i öst-västlig riktning.
Omgivningarna runt Ozero Dauble är en mosaik av jordbruksmark och naturlig växtlighet. Runt Ozero Dauble är det glesbefolkat, med 16 invånare per kvadratkilometer.